# 김하영 (1979년)
김하영(1979년 7월 23일 ~ )은 대한민국의 배우이다.

## 이력
1979년 7월 23일, 서울에서 출생했으며 1984년 MBC 어린이 프로그램 뽀뽀뽀 2기 출신으로 데뷔했고 1999년 연극배우로 활동하던 중 2004년 7월 '신비한 TV 서프라이즈'를 통해 정식으로 데뷔하였는데 조승우, 김유미 등이 고등학교 동기였다. 주연으로 고정출연하는 '신비한 TV 서프라이즈'를 제외하면 주로 드라마 단역이나 각종 재연 프로그램에 출연을 하는 편이다.

## 학력
- 계원예술고등학교 (졸업)
- 상명대학교 영화학과 (학사)

## 출연작

### 드라마
- 2004년 ~ 2005년 문화방송 《왕꽃 선녀님》 - 판정수의 강의를 듣는 학생 역 (단역)
- 2005년 문화방송 아침드라마 《김약국의 딸들》 - 단역
- 2005년 SBS 주말 특별기획 드라마 《그린 로즈》 - 단역
- 2009년 ~ 2010년 문화방송 일일연속극 《살맛 납니다》 - 단역
- 2011년 ~ 2014년 KBS2 주간단막극 《부부클리닉 사랑과 전쟁 시즌2》 - 각종 단역
- 2012년 MBC 수목 미니시리즈 《아랑사또전》 - 기생 역
- 2014년 MBC 주말연속극 《왔다! 장보리》 - 영어학원 선생님 역
- 2017년 네이버TV 웹드라마 《네 볼에 터치》 - 금강 역

### 영화
- 2018년 《정글번치: 최강 악당의 등장 - 2017년 作》 - 바트리시아 목소리 역

### 방송
- 1999년 ~ 2020년 KBS2 《개그콘서트》 - 고정 출연 (2019년 10월 6일 ~ 2020년 6월 26일 출연)
- 2002년 ~ 현재 MBC 《신비한 TV 서프라이즈》 - 각종 단역 (2004년 7월부터 출연)
- 2002년 ~ 2008년 SBS 《솔로몬의 선택》 - 각종 단역
- 2002년 ~ 현재 《생방송 행복드림 로또 6/45》 - 게스트 출연 (2021년 2월 20일 951회 추첨방송 출연)
- 2014년 ~ 현재 MBN 《기막힌 이야기 실제상황》 - 각종 단역 (비고정)
- 2014년 ~ 2015년 채널A 《女 변호사 가 말한다. 女子》 - 각종 단역
- 2016년 ~ 현재 O tvN 《프리한 19》 - 게스트 출연 (108회 - 2018년 6월 5일 방송 분 출연)
- 2018년 JTBC 《TV 정보 쇼 아지트》 - 게스트 출연 (14회 - 2018년 6월 11일 방송 분 출연)
- 2018년 FTV 한국낚시채널 《하와유》 - MC
- 2019년 FTV 한국낚시채널 《핫라인 네트워크》 - MC (2019년 8월 6일부터 고정출연)
- 2019년 ~ 2020년 MBC 《마이 리틀 텔레비전 V2》 - 게스트 출연 (23회 - 2019년 8월 30일 방송 분 출연)
- 2019년 ~ 현재 채널A 《행복한 아침》 - 게스트 출연 (2019년 10월 23일 방송 분 출연)
- 2021년 《나만 믿고 따라와, 도시어부 시즌3》 - 게스트 출연 (13회 - 2021년 7월 29일 ~ 14회 - 2021년 8월 5일 방송 분 출연)

### 라디오
- 2006년 ~ 현재 SBS 러브FM 《두시탈출 컬투쇼》 - 게스트 출연 (2020년 1월 7일 출연)
- 2014년 ~ 2019년 경기방송 《장벽진의 바운스 바운스》 - 게스트 출연 (2018년 출연)

### 광고
- 2014년 《리드코프》
- 2014년 《드래곤 플라이트》
- 2016년 《애드빌 리퀴겔 - "감기통증과 열" 편》
- 2018년 《슈퍼마이펫》
- 2019년 《씨 울프 마린 팽창식 발열 구명조끼》
- 2019년 《헤어더뷰 씨마스터 샴푸》
- 2019년 《24K 골드 링클 프리 크림》
- 2019년 《스윗비떵》
- 2020년 《포커스미디어코리아 - 포미박스》
- 2020년 《신비환 서프라이즈》
- 2020년 《한국MSD - 가다실9》
- 2021년 《솔빛피앤에프 솔브》

## 홍보대사
- 2017년 하남시 홍보대사
- 2018년 생명나눔실천본부 홍보대사
- 2020년 한국생명의전화 홍보대사

## 김하영이 연기한 실존인물
《신비한 TV 서프라이즈》의 프로그램 특성상 실존인물을 연기할 때가 많다.
- 세조의 후궁 폐 소용 박씨 박덕중
- 광해군의 후궁 상궁 김씨 김개시
- 사도 세자의 후궁 수칙 이씨
- 정조의 후궁 수빈 박씨
- 정조의 후궁 의빈 성씨 성덕임 (2017년 1월 1일 편)
- 고종의 후궁 순헌황귀비
- 고종의 후궁 정화당 김씨 (2011년 9월 25일 편)

등 그 외 다수가 실존인물인 경우가 많다.